# Oryzomys albiventer
Oryzomys albiventer là loài động vật gặm nhấm trong chi Oryzomys của họ chuột Cricetidae có nguồn gốc từ miền tây Mexico, ở các bang Jalisco, Guanajuato và Michoacán. Chúng được mô tả lần đầu tiên vào năm 1901 như là một loài riêng biệt, sau đó được gộp dưới cấp của loài Oryzomys couesi và chuột túi đầm (Oryzomys palustris) cho đến khi nó được khôi phục lại như một loài vào năm 2009. Nó khác với các quần thể Oryzomys lân cận có kích thước và phép đo và là những loài lớn, sáng màu với đuôi dài, hộp sọ và hàm răng khỏe mạnh. Phạm vi của nó đã bị ảnh hưởng nhiều bởi sự phát triển nông nghiệp, nhưng dân số bị cô lập được cho là vẫn tồn tại.

## Phân bố
Loài Oryzomys albiventer phân bố ở khoảng 1.200 đến 1.800 m (3.900 đến 5.900 ft) ở phía bắc Michoacan, phía nam Guanajuato, và trung tâm và đông Jalisco, chúng chủ yếu hoạt động ở khu vực xung quanh Hồ Chapala. Phạm vi của nó đã phát triển nông nghiệp to lớn và mặc dù quần thể có thể tồn tại, sự phân bố hiện tại của loài chắc chắn là rất phân mảnh. Cần nhiều công việc khảo sát để đánh giá sự phân bố và tình trạng của O. albiventer. Oryzomys albiventer lần đầu tiên được mô tả bởi C.H. Merriam năm 1901 trên cơ sở mười mẫu vật từ Ameca, Jalisco.

## Đặc điểm
Chuột Oryzomys albiventer là một loài chuột gạo Oryzomys đuôi dài. Các phần trên có màu sắc rực rỡ, trở nên xám hơn về phía trước. Các sợi lông ở phần dưới có màu xám nhạt gần các nền và màu trắng ở nửa bên ngoài, do đó các phần dưới có màu xám nhạt. Đuôi ở trên và lợt ở dưới. Hộp sọ và răng hàm sinh tương đối mạnh. O. albiventer có vòm xương rộng (xương gò má), vòm mũi dài và xương mũi dài kéo dài phía sau xương tiền xương.So với họ O. couesi mexicanus, O. albiventer là loài có kích thước lớn hơn và có màu sắc rực rỡ hơn và có răng hàm mặt lớn hơn nhưng hẹp hơn
Tổng chiều dài của chúng là từ 245 đến 314 mm (9,6 đến 12,4 inch), trung bình 285,4 mm (11,24 inch); chiều dài đầu và thân là 116 đến 142 mm (4,6 đến 5,6 inch), trung bình 130,0 mm (5,12 inch); chiều dài đuôi là 129 đến 173 mm (5,1 đến 6,8 inch), trung bình 155,4 mm (6,12 inch); chiều dài chân sau từ 33 đến 40 mm (1,3 đến 1,6 inch), trung bình 36,1 mm (1,42 inch); và chiều dài xương chằng (chiều dài chẩm mạc) là 30,0 đến 34,5 mm (1,18 đến 1,36 in), trung bình 32,9 mm (1,30 inch). 